# Магал, Иржи
Иржи Магал (чеш. Jiří Magál; род. 11 апреля 1977 года, Хрудим) — чешский лыжник, призёр Олимпийских игр. Специалист стайерских дисциплин.
В Кубке Мира Иржи Магал дебютировал в 1997 году, в ноябре 2006 года впервые попал на подиум на этапе Кубка Мира в эстафете. Всего на сегодняшний момент имеет два попадания в тройку на этапах Кубка Мира — обе в эстафете, в личных соревнованиях не поднимался выше пятого места.
Принимал участие в Олимпийских играх 1998 года в Нагано, где показал следующие результаты: 30 км классикой — 22-е место, 50 км свободным стилем — 47-е место.
На Олимпиаде-2002 в Солт-Лейк-Сити принял участие в четырёх гонках: масс-старт 30 км — 43-е место, 15 км классикой — 29-е место, эстафета — 7-е место, 50 км классикой — 19-е место.
На Олимпиаде-2006 в Турине участвовал в двух гонках: дуатлон 15+15 км — 14-е место, масс-старт 50 км — 8-е место.
На Олимпиаде-2010 в Ванкувере завоевал бронзу в эстафете, в остальных гонках показал следующие результаты: дуатлон 15+15 км — 38-е место, масс-старт 50 км — 29-е место.
На чемпионатах мира в личных гонках за свою карьеру не поднимался выше 13-го места, в эстафете — не выше 7-го места. Всего принял участие в шести чемпионатах мира.
Использует лыжи производства фирмы Fischer, ботинки и крепления Salomon.

## Личная жизнь
Холост, кроме чешского владеет английским языком. 